# شمسان (الحيمة الخارجية)

تعديل مصدري - تعديل

شمسان هي إحدى قرى عزلة الجحادب بمديرية الحيمة الخارجية التابعة لمحافظة صنعاء، بلغ تعداد سكانها 187 نسمة حسب تعداد اليمن لعام 2004.